# Areiópolis
Areiópolis é um município brasileiro do estado de São Paulo. Sua população estimada em 2024 era de 10.257 habitantes. É conhecida na região como a "Cidade Criança".

## História
O povoado de Areiópolis surgiu de um aglomerado (Vila Areia Branca) na confluência de várias propriedades agrícolas que exploravam a cultura do café, na região compreendida entre os Municípios de Lençóis Paulista, São Manuel e Igaraçu do Tietê.
Em 1893, começou a formação da Vila de Areia Branca com a doação à Capela de Santa Cruz de onze alqueires de terras à margem esquerda do rio Areia Branca por Joaquim Ignácio de Oliveira Gois e seu cunhado, Antônio Gonçalves da Silva à Mitra Diocesana de Botucatu para loteamento, por vias de aforamento, à denominada Fábrica de Santa Cruz. Por volta de 1906, a então Vila Areia Branca passou a denominar-se Areiópolis, topônimo derivado de seu principal rio, Areia Branca.
Após ter sido elevada a distrito de paz, vários melhoramentos foram introduzidos na vila, tais como, instalação de Cartório de Registro Civil e iluminação elétrica. Areiópolis foi elevada a categoria de município em 1959.

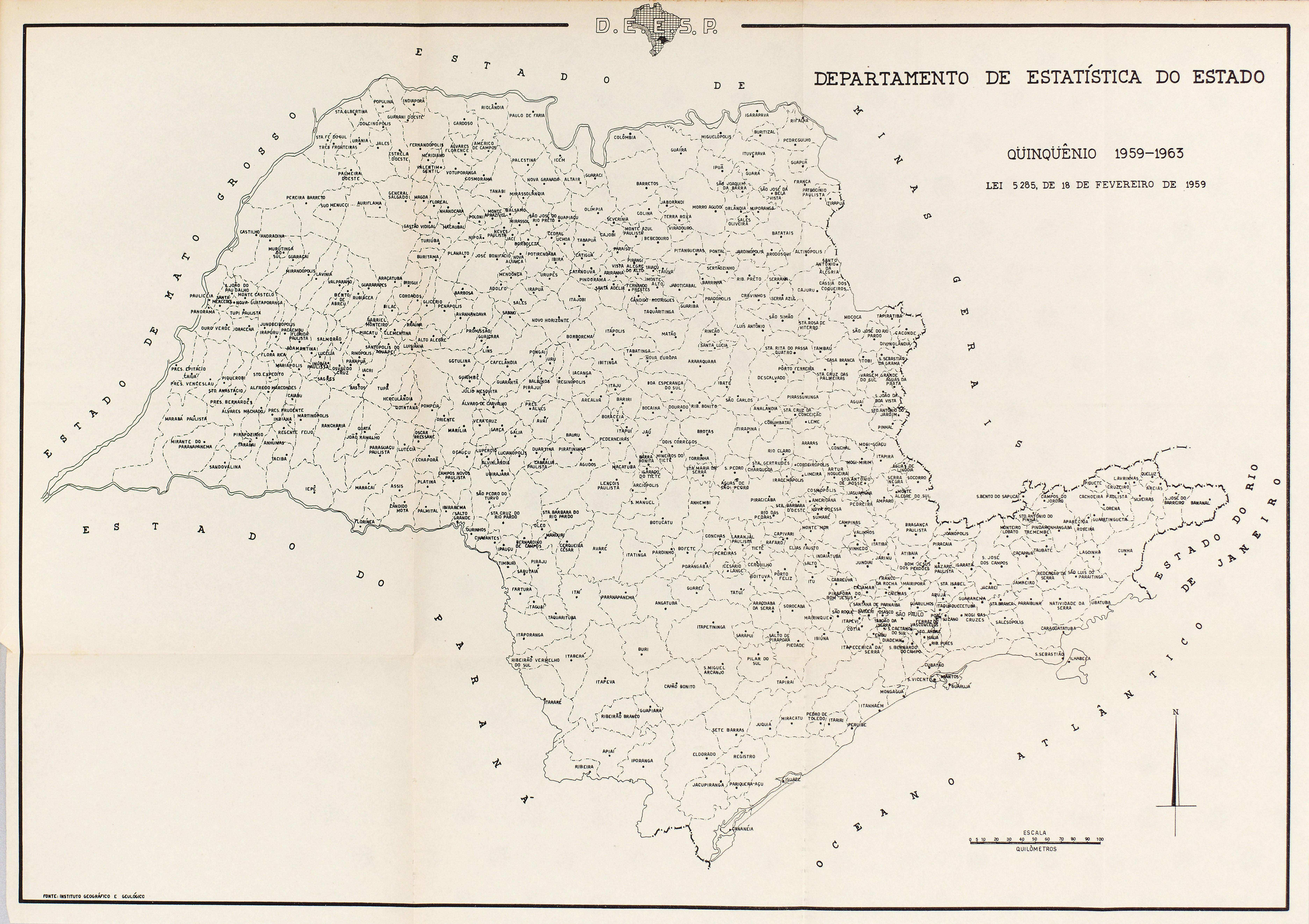
Estado de São Paulo (1959).

## Geografia
Localiza-se a uma latitude 22º40'05" sul e a uma longitude 48º39'54" oeste, estando a uma altitude de 635 metros. Possui uma área de 85,9 km².

## Demografia

### População
| Crescimento populacional                             | Crescimento populacional | Crescimento populacional | Crescimento populacional |
| Ano                                                  | População Total          |                          | %±                       |
| ---------------------------------------------------- | ------------------------ | ------------------------ | ------------------------ |
| 1960                                                 | 5 368                    |                          | —                        |
| 1970                                                 | 5 725                    |                          | 6,7%                     |
| 1980                                                 | 6 765                    |                          | 18,2%                    |
| 1991                                                 | 9 991                    |                          | 47,7%                    |
| 2000                                                 | 10 296                   |                          | 3,1%                     |
| 2010                                                 | 10 579                   |                          | 2,7%                     |
| 2022                                                 | 10 130                   |                          | −4,2%                    |
| Est. 2024                                            | 10 257                   | [ 5 ]                    | 1,3%                     |
| Fontes: Censos Demográficos IBGE e Estimativas SEADE |                          |                          |                          |

## Infraestrutura

### Comunicações
O sistema de telefones automáticos foi inaugurado na cidade em 1981 pela Telecomunicações de São Paulo (TELESP), que também implantou o sistema de discagem direta à distância (DDD) em 1981 com o código de área (0149). Anteriormente a cidade era atendida pela Companhia Telefônica Brasileira (CTB).
Na década de 90 o código DDD da cidade foi alterado para (014), para padronização do sistema telefônico com a telefonia celular que estava sendo implantada em todo o estado.

## Religião
O Cristianismo se faz presente na cidade da seguinte forma:

### Igreja Católica
- A igreja faz parte da Arquidiocese de Botucatu.[14]

### Igrejas Evangélicas
Entre as igrejas protestantes históricas, pentecostais e neopentecostais, encontram-se na cidade:
- Assembleia de Deus Ministério do Belém.[17][18]
- Congregação Cristã no Brasil.[19]